# レディ・ステディ・フー
『レディ・ステディ・フー』（Ready Steady Who）は、イングランドのロック・バンドであるザ・フーが1966年にイギリスで発表した5曲入りのEP（Extended Play）である。

## 概要

### 経緯
1965年12月、ザ・フーはイギリスでブランズウィック・レコードからデビュー・アルバム『マイ・ジェネレーション』を発表した。翌1966年、彼等はプロデューサーのシェル・タルミーとの契約を破棄して、ロバート・スティグウッドが設立したリアクション・レコードに移籍した。そして1966年3月4日に、移籍後の第一弾シングル『恋のピンチ・ヒッター』を発表した。
1966年10月16日、彼等はウェンブリーのスタジオに聴衆を迎えて、イギリスのITVが放送する音楽番組『レディ・ステディ・ゴー』が企画した60分間のライブ・ショーを行なった。このショーの模様は録画され、その約半分の30分間の分が21日の同番組で放映された。さらに、ショーの音源はサウンドトラックとして発表される予定であったが、法律上の問題で実現しなかった。そこで彼等は、ショーで取り上げた曲のスタジオ録音を含んだ本EPを、同年11月11日にイギリスで発表した。

### 内容
収録曲の内訳は、A面の2曲がピート・タウンゼント作のオリジナル、B面の3曲がカヴァーである。

#### オリジナル
- ディスガイジズ（英語版）（Disguises）[3]
- サークルズ（Circles）[4]
「サークルズ」には、1966年1月12日と13日にロンドンのIBCスタジオでタルミーのプロデュ―スによって録音されたもの[4][注釈 1]と、同月末にロンドンのオリンピック・スタジオでザ・フーのプロデュ―スによって録音されたものの2つが存在する。本作に収録されたものは後者で、1966年3月4日にイギリスでリアクション・レコードから発表されたシングル『恋のピンチ・ヒッター』（Reaction 591001）[5][6]のB面に収録された。なお同日には、同じ内容で「サークルズ」が「インスタント・パーティ」（Instant Party）と改題されたシングル（Reaction 591001）[7][8]も発表された。

#### カヴァー
- バットマン（Batman）
1966年1月12日から1968年3月14日までABCネットワークで放送されたドラマ『バットマン』の主題曲「バットマンのテーマ（英語版）」（Batman Theme）。本EPでは作者にJan Berry、Donald J. Altfeld、Fred Weiderの名前が記されているが、実際はニール・ヘフティの作品である[注釈 2]。
- バケット・T（Bucket T）
キース・ムーンがリード・ヴォーカルを担当。ナッシュビル出身のサーフ・ロック・グループのロニー&ザ・デイトナス（英語版）のデビュー・アルバム『G.T.O.（英語版）』（1964年）にBucket "T"の題で収録された[9]。同年にサーフ・ロック・デュオのジャン&ディーンがアルバムDead Man's Curve / The New Girl In School[10]で取り上げ、1966年に発表したシングル「バットマン」（Batman）のB面に収録[11]。
- バーバラ・アン（Barbara Ann）
ムーンがリード・ヴォーカルを担当[12][注釈 3][13]。1958年にドゥーワップ・グループのリージェンツ（英語版）によって録音され、1961年にBarbara-Annの題で発表されて[14]Billboard Hot 100 チャートで最高13位まで上昇した。ジャン＆ディーンがアルバムJan & Dean's Golden Hits[15]（1962年）、ザ・ビーチ・ボーイズがアルバム『ビーチ・ボーイズ・パーティ』（1965年）で取り上げ、ザ・ビーチ・ボーイズのカヴァー[注釈 4]はシングル・カットされて[16]欧米で大ヒットした。

## 収録曲
| #         | タイトル                        | 作詞・作曲     | 録音年月日及び場所・プロデュ―サー                                           | 時間 |
| --------- | ------------------------------- | -------------- | --------------------------------------------------------------------------- | ---- |
| 1.        | 「ディスガイジズ（Disguises）」 | Pete Townshend | - 1966年6-7月、パイ・スタジオ、IBC スタジオ、ロンドン. - キット・ランバート | 3:10 |
| 2.        | 「サークルズ（Circles）」       | Pete Townshend | - 1966年1月、オリンピック・スタジオ、ロンドン - ザ・フー                    | 2:27 |
| 合計時間: | 合計時間:                       | 合計時間:      | 合計時間:                                                                   | 5:37 |

| #         | タイトル                          | 作詞・作曲                                        | 録音年月日及び場所・プロデュ―サー                        | 時間 |
| --------- | --------------------------------- | ------------------------------------------------- | -------------------------------------------------------- | ---- |
| 1.        | 「バットマン（Batman）」          | Jan Berry, Donald J. Altfeld, Fred Weider         | - 1966年8月、IBC スタジオ、ロンドン - キット・ランバート | 1:22 |
| 2.        | 「バケット・T（Bucket T）」       | Dean Torrence, Roger Christian, Donald J. Altfeld | - 1966年8月、IBC スタジオ、ロンドン - キット・ランバート | 2:07 |
| 3.        | 「バーバラ・アン（Barbara Ann）」 | Fred Fassert                                      | - 1966年8月、IBC スタジオ、ロンドン - キット・ランバート | 1:59 |
| 合計時間: | 合計時間:                         | 合計時間:                                         | 合計時間:                                                | 5:28 |

## 参加ミュージシャン

### The Who
- ロジャー・ダルトリー Roger Daltrey – リード・ヴォーカル（B-2、B-3を除く）
- ピート・タウンゼント Pete Townshend – ギター、キーボード、ヴォーカル
- ジョン・エントウィッスル John Entwistle – ベース・ギター、金管楽器、ヴォーカル
- キース・ムーン Keith Moon – ドラムス、リード・ヴォーカル（B-2、B-3）